# リリアン・タッシュマン
リリアン・タッシュマン（Lilyan Tashman、1896年10月23日 - 1934年3月21日）は、アメリカ合衆国のヴォードヴィル、ブロードウェイ、映画女優。皮肉屋の悪女や執念深い仇役としての、脇役の出演で知られる。ハリウッドで66本の映画に出演し、スーパースターの地位こそ得られなかったものの、その演技は「鋭く巧みで何10年もの間、殆ど古びていない」と評価されている。
金髪、長身痩躯、妖艶な容貌、ハスキーな声のタッシュマンはニューヨークでフリーランスのファッション・美術モデルとして働いていた。 1914年には経験豊かなヴォードビリアンになっており、1916年から1918年にかけてジーグフェルド・フォリーズに出演した。1921年に映画『経験』で銀幕デビュー、その後10数年間に亘り数多くのサイレント映画に出演。ハスキーで低音の歌声のお陰で、トーキーへの移行を容易く果たす事ができた。
1914年にヴォードビリアンのアル・リーと結婚したが、1921年に離婚。1925年にエドマンド・ロウと結婚、彼女の持ち衣装と贅沢なパーティーが話題となった。
1934年3月21日、ニューヨークで癌により37歳で死去。最後の出演映画『Frankie and Johnny』は1936年に遺作として公開された。

## 生い立ち
ニューヨーク市ブルックリン区のユダヤ人家庭で1番下の10番目の子供として生まれる。母親のローゼ（旧姓クック）はドイツで生まれ、父親のモーリス・タッシュマンはポーランドのビャウィストクで生まれた衣服製造業者であった。ブルックリンの女子校に通いながらフリーランスのファッション・美術モデルとして働き、やがてヴォードヴィルの世界に入った。1914年、同僚のヴォードビリアンであるアル・リーと結婚したが1920年に破局、1921年に正式に離婚した。

## 経歴
タッシュマンの芸能歴はヴォードヴィルに始まり、1914年には経験を積んだ演者としてウィスコンシン州ミルウォーキーの舞台『Song Revue』で人気上昇中のスター、エディ・カンター、アル・リーと共演した。1916年、ジーグフェルド・フォリーズでシェイクスピアの十二夜に着想を得た『ヴィオラ』（Viola）に出演し、1917年と1918年のシーズンもフォリーズに出演を続けた。1919年、舞台監督のデーヴィッド・ベラスコはエイブリー・ホップウッドによる喜劇『ゴールド・ディガース』の脇役をタッシュマンに与えた。ショーはタッシュマンが時折看板女優アイナ・クレアの代役を務める形で2年間続いた。

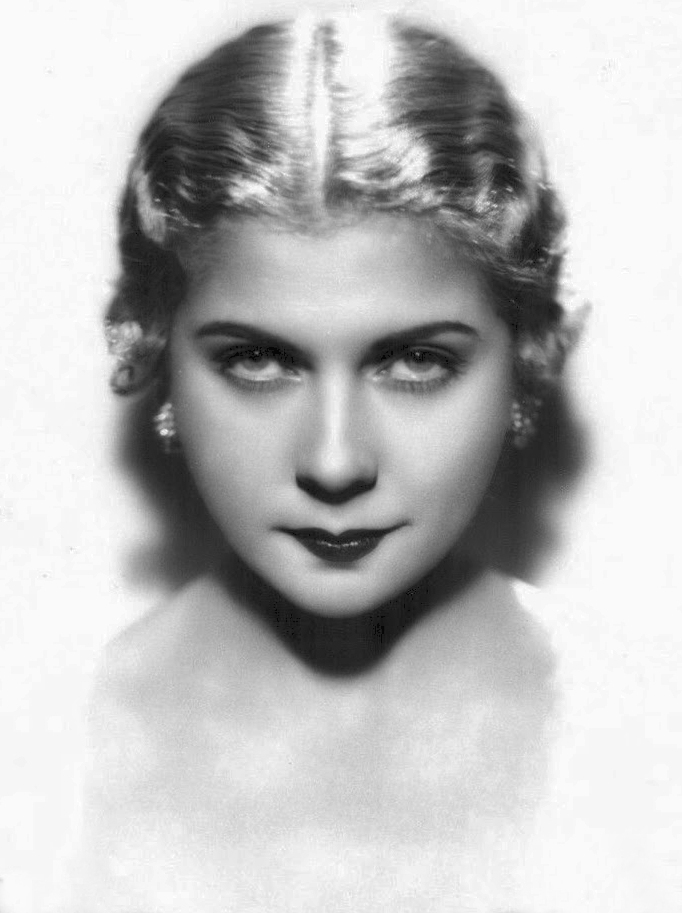
「Stars of the Photoplay」より

1921年、『経験』の寓話的シーンで「Pleasure」を演じ、映画デビューを果たした。『ゴールド・ディガース』が楽日を迎えると『The Garden of Weeds』と『Madame Pierre』の舞台に出演。1922年、メーベル・ノーマンド主演の映画『Head over Heels』に端役で出演。1922年は個人的にも仕事の面でも満足のいくものでは無かったので（例えば親友のエドマンド・ロウはハリウッドに移り、自身は『Madame Pierre』を解雇された）、カリフォルニア州に移住し、直ぐに映画の仕事を見つけた。1924年、映画化された『The Garden of Weeds』など5本の映画に出演、『Nellie, the Beautiful Cloak Model』、『Winner Take All』が良い評価を得た。フリーランスとしてスタジオからスタジオへと渡り歩いていたが、1931年にパラマウントと長期契約を結んだ。パラマウント映画には9本出演した。
1925年は、ジョーン・クロフォード、マーナ・ロイと共演した『美人帝国』など10本の映画に出演した。1926年から1929年にかけて数多くの映画に出演して貴重なバイプレーヤーとなり、『Rocking Moon』（1926年）や『The Woman Who Did Not Care』（1927年）では単独で主役まで務めた。エルンスト・ルビッチの笑劇『陽気な巴里っ子』（1926年）、ノーマ・タルマッジと共演した『椿姫』、ウィル・ロジャースと共演した『A Texas Steer』、ドロシー・アーズナー監督の『マンハッタン・カクテル』、ラルフ・インス監督の『A Real Girl』で助演。バラエティ誌の彼女に対する評価は良好だった。
「トーキー」への移行を苦も無くこなし、トータルで28本のトーキー映画に出演、ユナイテッド・アーティスツの『ブルドッグ・ドラモンド』（1929年）、ベイヤード・ヴェイラーの『The Trial of Mary Dugan』（1929年）、現在は紛失している二色法テクニカラーのミュージカル『ブロードウェイ黄金時代』（1929年）、ノーマ・タルマッジ主演の『紐育の囁き』（1930年）など最初期のものにも出演している。通俗映画『時計の殺人』（1931年）で女殺人者として、『The Road to Reno』（1931年）では献身的な母親役で、『Wine, Women and Song』（1933年）にはコーラスガール役として主演を務めた。1932年、健康状態が思わしく無くなってきていたが、『The Wiser Sex』、『Those We Love』、ロシア革命を描いた『Scarlet Dawn』に出演した。1933年は、チャーリー・ラグルスと共演した『ママはパパが好き』、ミュージカル『唄へ!踊れ!』に出演。1934年初め、『颱風』でノーマ・シアラーと共演。最後の映画となった『Frankie and Johnny』は、彼女の死後の1936年に公開された。映画監督のジョージ・キューカーは「非常に面白い（中略）風変わりで快活で心優しい女性だった」とタッシュマンを評した。

## 私生活
1925年9月21日、長年に亘る友人で、有名な俳優エドマンド・ロウと結婚した。2人はハリウッドの記者たちのお気に入りの夫妻となり、芸能誌で「理想的な結婚」と褒めちぎられた。タッシュマンはグラディス・ホール記者に「全ハリウッド中で最も輝かしく、華麗でモダンで、身持ちが堅く、凛々しい女性」と評された。夫婦はビバリーヒルズの家「Lilowe」で豪勢に暮らしていた。彼らの週毎のパーティーの招待状は高値を呼んだ。彼女のワードローブは百万ドルで、世界中の女性たちが帽子、ドレス、宝石の模倣品を求めた。使用人たちは飼い猫のアフタヌーンティーに奉仕するよう命じられ、イースター・ブランチでは彼女の金髪が映えるようダイニングルームがダークブルーに塗装された。彼女はかつてマリブの家を赤と白に塗装し、赤と白を着用するように来客たちに頼み、トイレットペーパーをも赤と白に染めた。

## 死去

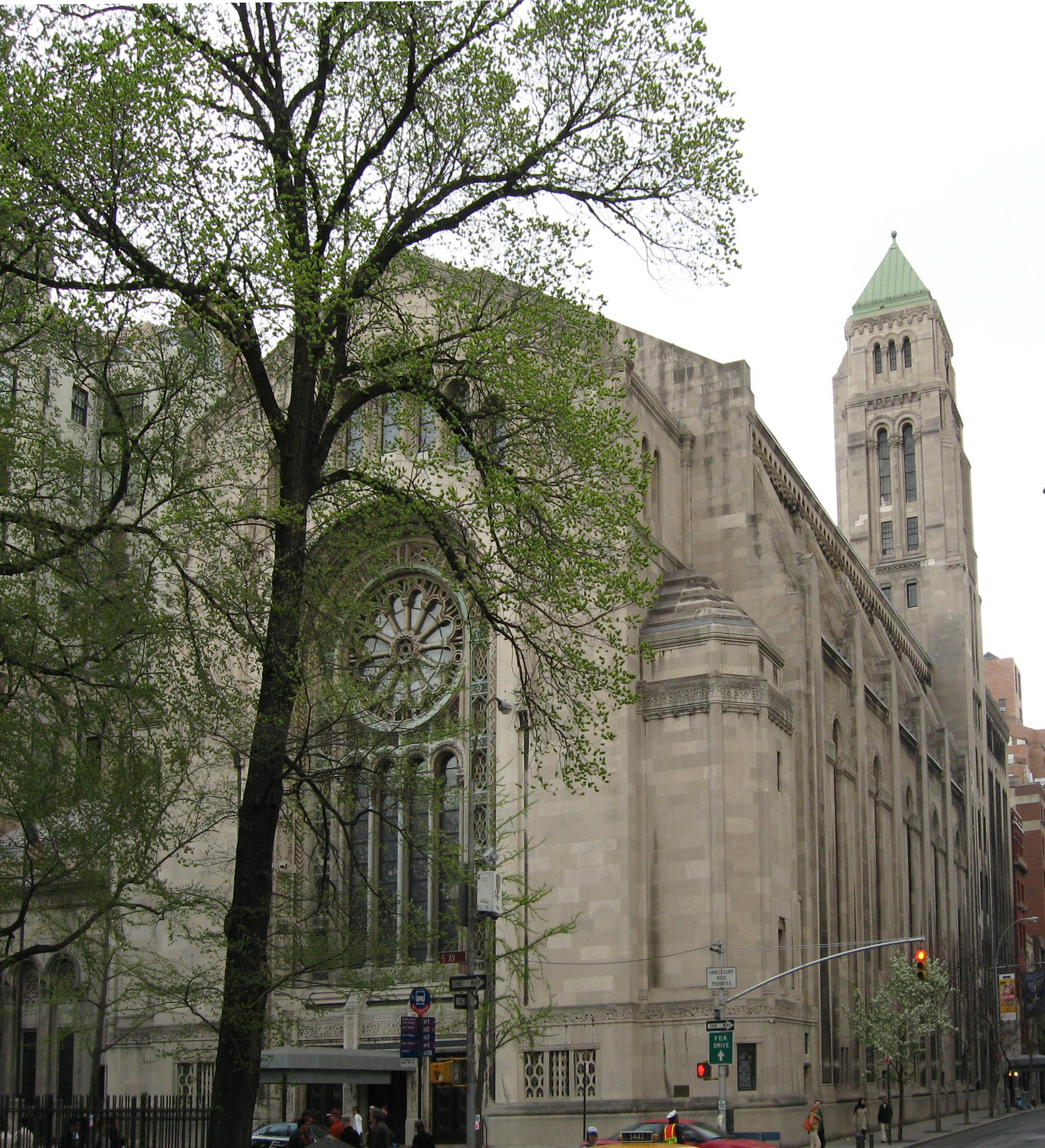
リリアン・タッシュマンが眠るエマヌエル寺院（ニューヨーク5番街）

1932年、タッシュマンはニューヨークで虫垂炎の手術のために入院したが、虫垂切除は現在では腹部癌手術の隠れ蓑であったと見なされている。彼女は痩せて弱々しくなって退院した。最晩年に常と変わらぬ演技力とプロ根性で5本の映画に出演したが入院後数ヶ月で大幅に衰弱し、健康が益々悪化したため『Riptide』の出番は削られた。
1934年2月、ニューヨークに飛びオールスタープロダクションの『Frankie and Johnny』（リパブリック・ピクチャーズが配給）の撮影にはいったが、彼女の体調はコネチカット州で夫のロウとの一週間の休息を必要とした。3月に仕事を再開し、3月8日に出演シーンの撮影を完了、3月10日にイスラエル孤児院の慈善興業に出演した。3月16日に手術のために病院に入院した時には、既に手遅れの状態になっていた。
1934年3月21日、37歳でニューヨークのドクターズ・ホスピタルにおいて癌により死去。葬儀は3月22日、ニューヨークのユダヤ教会、5番街のエマヌエル寺院で行なわれた。ソフィ・タッカー、メアリー・ピックフォード、ファニー・ブライス、セシル・ビートン、ジャック・ベニー、その他の著名人たちが出席した。エディ・カンターは弔辞を送った。

## 出演映画
| 年   | 原題                              | 邦題                   | 役名                          | 備考                           |
| ---- | --------------------------------- | ---------------------- | ----------------------------- | ------------------------------ |
| 1921 | Experience                        | 経験                   | Pleasure                      | 長編映画デビュー作、紛失       |
| 1922 | Head Over Heels                   |                        | Efith Penfield                |                                |
| 1924 | Nellie, the Beautiful Cloak Model |                        | Nita                          |                                |
| 1924 | Manhandled                        | なぶられ者             | Pinkie Moran                  |                                |
| 1924 | Winner Take All                   |                        | Felicity Brown                |                                |
| 1924 | The Garden of Weeds               |                        | Hazel                         | 紛失                           |
| 1924 | The Dark Swan                     |                        | Sybil Johnson                 |                                |
| 1924 | Is Love Everything?               |                        | Edythe Stanley                |                                |
| 1925 | Ports of Call                     |                        | Lillie                        |                                |
| 1925 | The Parasite                      |                        | Laura Randall                 |                                |
| 1925 | Declassée                         |                        | Mrs. Leslie                   |                                |
| 1925 | A Broadway Butterfly              |                        | Thelma Perry                  | 紛失                           |
| 1925 | I'll Show You the Town            | 女難襲来               | Fan Green                     |                                |
| 1925 | Pretty Ladies                     | 美人帝国               | Selma Larson                  |                                |
| 1925 | The Girl Who Wouldn't Work        |                        | Greta Verlaine                |                                |
| 1925 | Seven Days                        | 爆笑七日間             | Bella Wilson                  |                                |
| 1925 | Bright Lights                     |                        | Gwen Gould                    | 紛失                           |
| 1926 | Rocking Moon                      |                        | Sasha Larianoff               |                                |
| 1926 | The Skyrocket                     |                        | Ruby Wright                   | 紛失                           |
| 1926 | Whispering Smith                  |                        | Marion Sinclair               |                                |
| 1926 | Siberia                           | シベリア               | Beautiful Blonde              |                                |
| 1926 | So This is Paris                  | 陽気な巴里っ子         | Georgette Lalle, a dancer     |                                |
| 1926 | For Alimony Only                  |                        | Narcissa Williams             |                                |
| 1926 | Love's Blindness                  |                        | Alice, Duchess of Lincolnwood | 紛失                           |
| 1926 | Camille                           | 椿姫                   | Olympe                        | 一部現存                       |
| 1927 | Don't Tell the Wife               | 他言は御無用           | Suzanna                       |                                |
| 1927 | Evening Clothes                   | 夜会服                 | Undetermined Role             | 紛失、クレジットされず         |
| 1927 | The Woman Who Did Not Care        |                        | Iris Carroll                  |                                |
| 1927 | The Prince of Headwaiters         | 痛ましの親心           | Mae Morin                     |                                |
| 1927 | The Stolen Bride                  | 春の歌                 | Ilona Taznadi                 |                                |
| 1927 | A Texas Steer                     |                        | Dixie Style                   |                                |
| 1927 | French Dressing                   | 世話女房               | Peggy Nash                    | 紛失                           |
| 1928 | Happiness Ahead                   | 乙女よ純なれ           | Kay                           | 紛失                           |
| 1928 | Phyllis of the Follies            | 踊り子フィリス         | Mrs. Decker                   |                                |
| 1928 | Lady Raffles                      | 女ラッフルズ           | Lillian                       |                                |
| 1928 | Craig's Wife                      |                        | Mrs. Passmore                 |                                |
| 1928 | Take Me Home                      | 娘十八コーラス時代     | Derelys Devore                | 紛失                           |
| 1928 | Manhattan Cocktail                | マンハッタン・カクテル | Mrs. Renov                    | 紛失                           |
| 1929 | A Real Girl                       |                        | Minnie                        |                                |
| 1929 | The Lone Wolf's Daughter          |                        | Velma                         | 紛失                           |
| 1929 | The Trial of Mary Dugan           |                        | Dagmar Lorne                  |                                |
| 1929 | Bulldog Drummond                  | ブルドッグ・ドラモンド | Irma                          |                                |
| 1929 | Gold Diggers of Broadway          | ブロードウェイ黄金時代 | Eleanor                       | 紛失                           |
| 1929 | The Marriage Playground           | 恋愛運動場             | Joyce Wheater                 |                                |
| 1929 | New York Nights                   | 紐育の囁き             | Peggy                         |                                |
| 1930 | No, No, Nanette                   | 浮気成金               | Lucille Early                 | 紛失                           |
| 1930 | Puttin' on the Ritz               | 目醒めよ感激           | Goldie Devere                 |                                |
| 1930 | On the Level                      | 鉄骨エロ騒動           | Lynn Crawford                 |                                |
| 1930 | The Matrimonial Bed               |                        | Sylvaine                      |                                |
| 1930 | Leathernecking                    |                        | Edna                          | 紛失                           |
| 1930 | The Cat Creeps                    | 猫は這い寄る           | Cicily                        | 紛失                           |
| 1931 | One Heavenly Night                | 天国の一夜             | Fritzi Vajos                  |                                |
| 1931 | Finn and Hattie                   |                        | The 'Princess'                |                                |
| 1931 | Millie                            | ミリー                 | Helen 'Hel' Riley             |                                |
| 1931 | Up Pops the Devil                 | 悪魔が跳び出す         | Polly Griscom                 |                                |
| 1931 | Murder by the Clock               | 時計の殺人             | Laura Endicott                |                                |
| 1931 | The Mad Parade                    |                        | Lil Wheeler                   | Forgotten Women （USタイトル） |
| 1931 | The Road to Reno                  |                        | Mrs. Jackie Millet            |                                |
| 1931 | Girls About Town                  | 街のをんな             | Marie Bailey                  |                                |
| 1932 | The Wiser Sex                     |                        | Claire Foster                 |                                |
| 1932 | Those We Love                     |                        | Valerie                       |                                |
| 1932 | Scarlet Dawn                      |                        | Vera Zimina                   |                                |
| 1933 | Wine, Women and Song              |                        | Frankie Arnette               |                                |
| 1933 | Mama Loves Papa                   | ママはパパが好き       | Mrs. McIntosh                 |                                |
| 1933 | Too Much Harmony                  | 唄へ!踊れ!             | Lucille Watkins               |                                |
| 1934 | Riptide                           | 颱風                   | Sylvia Wilson                 |                                |
| 1936 | Frankie and Johnnie               |                        | Nellie Bly                    | 死後に公開                     |